# Conte di Northumbria

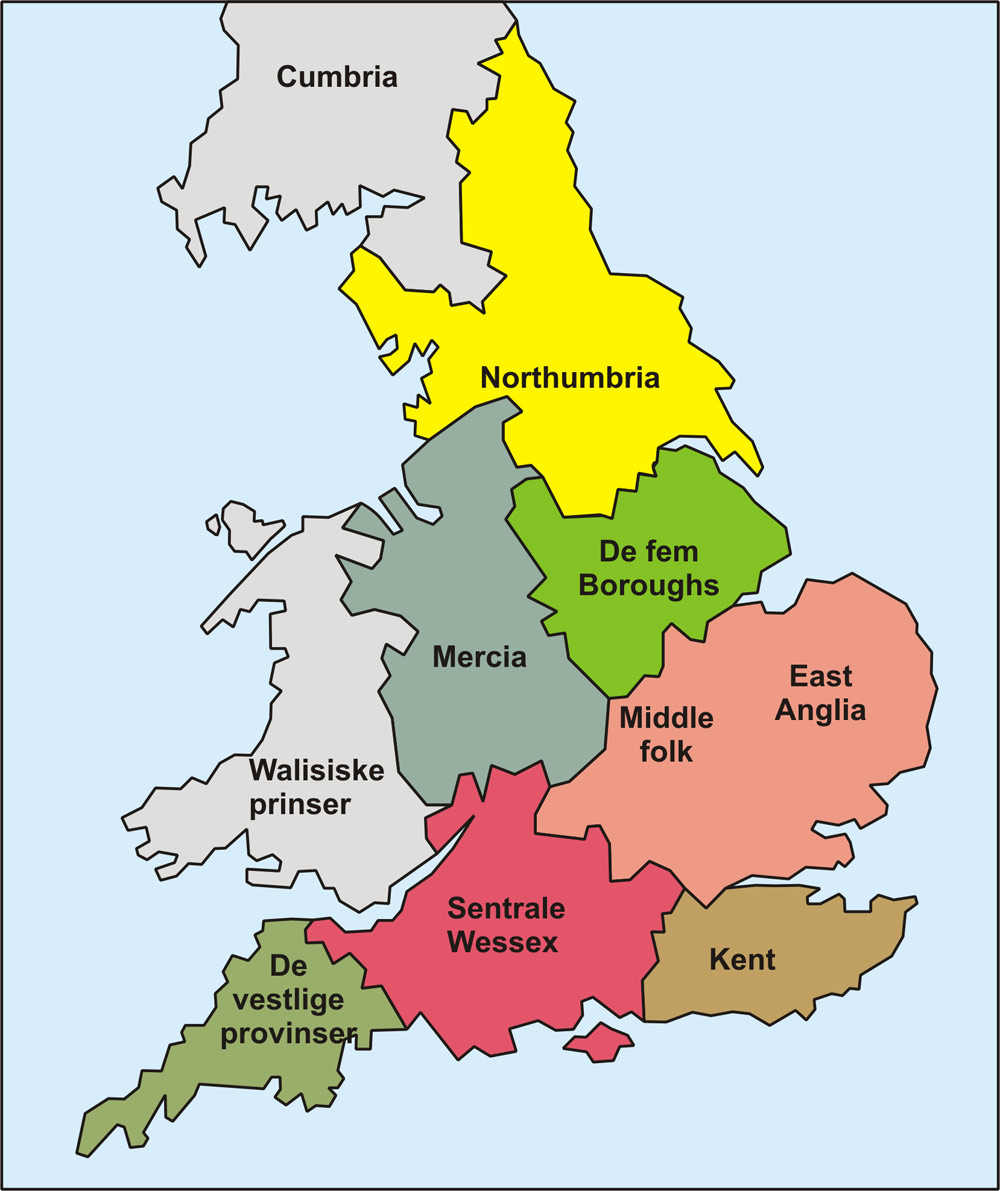

Il conte di Northumbria o ealdorman di Northumbria fu un titolo inglese del tardo periodo anglosassone, angloscandinavo e primo anglonormanno in Inghilterra. Il titolo di ealdorman sostituì il titolo di sovrano del regno di York norreno. Nel settimo secolo, i regni anglosassoni di Bernicia e Deira furono unificati nel regno di Northumbria che fu però distrutto dai vichinghi nell'anno 867. La Northumbria meridionale, la precedente Deira, era diventato quindi il regno di York, mentre i regnanti di Bamburgh controllavano il territorio che corrispondeva grossomodo al settentrionale regno di Bernicia. Nel 1006 il regnante di Bamburgh Uchtred l'Ardito, su richiesta di Etelredo lo Sconsigliato, diventò ealdorman nel sud, portando a un'unificazione temporanea dell'intera area della Northumbria in una singola giurisdizione. Uchtred fu ucciso nel 1016, e Canuto nominò Eric di Hlathir ealdorman di York, ma la dinastia di Uchtred mantenne Bamburgh. Dopo la conquista normanna, la regione fu divisa in molteplici piccole baronie, una delle quali era l'earldom di Northumberland, con altri come gli earldom di York e numeroso libertà autonome come la contea palatina di Durham e Liberty of Tynedale.

## Ealdormen sassoni occidentali e danesi (prima della Conquista)
| Ealdormen prima del 1066 | Ealdormen prima del 1066 | Ealdormen prima del 1066 | Ealdormen prima del 1066 |
| Regnante                 | Ascesa                   | Fine                     | Note                     |
| ------------------------ | ------------------------ | ------------------------ | ------------------------ |
| Oslac                    | 963×966                  | 975                      |                          |
| Thored                   | 975×979                  | 992x994                  |                          |
| Ælfhelm di York          | c.994                    | 1006                     |                          |
| Uchtred di Bamburgh      | 1006                     | 1016                     |                          |
| Eiríkr Hákonarson        | 1016                     | 1023×1033                |                          |
| Siward                   | 1023×1033                | 1055                     |                          |
| Tostig Godwinson         | 1055                     | 1065                     | Deposto dopo la rivolta  |
| Morcar                   | 1065                     | c.1068                   |                          |

## Ealdormen normanni (dopo la Conquista)
| Ealdormen dopo il 1066  | Ealdormen dopo il 1066 | Ealdormen dopo il 1066 | Ealdormen dopo il 1066 |
| Regnante                | Ascesa                 | Fine                   | Note |
| ----------------------- | ---------------------- | ---------------------- | --- |
| Gospatric               | c. 1068                | c. 1068                | Non chiaro se fosse solo regnante di Bamburgh o se avesse esercitato qualche autorità a sud del Tyne. Gospatric e i suoi discendenti furono i precursori dei conti di Dunbar. |
| Robert de Comines       | 1068                   | 1069                   | Ucciso dai ribelli a Durham |
| Waltheof di Northampton | c.1070                 | 1075                   | |
| William Walcher         | 1075                   | 1080                   | Anche vescovo di Durham. |
| Aubrey de Coucy         | 1080                   | 1086                   | |
| Roberto di Mowbray      | c.1086×1090            | 1095                   | |

## Titolo baronale dell'epoca anglonormanna
| Scottish earls          | Scottish earls | Scottish earls | Scottish earls |
| Regnante                | Ascesa         | Fine           | Note |
| ----------------------- | -------------- | -------------- | --- |
| Enrico di Scozia        | 1139           | 1152           | |
| Guglielmo I di Scozia   | 1152           | 1157           | Titolo e possedimenti confiscati da Enrico II d'Inghilterra. Successivamente acquistati da Ugo Puiset, il vescovo di Durham nel 1189, che li mantenne fino al 1191 circa. |
| Alessandro II di Scozia | 1215           | 1217           | Durante la prima guerra dei baroni, quando i baroni di Northumberland e York prestarono omaggio al re scozzese. Si arrese a Enrico III d'Inghilterra nel 1217.            |